# Višestruki tranzit
U astronomiji, višestruki tranzit je istovremeni prijelaz dvaju ili više manjih nebeskih tijela ili sjena manjih tijela preko kruga većega tijela, npr. prirodnih satelita ispred planeta. U rijetkim slučajevima jedan planet može proći ispred drugog. Ako se najbliži planet čini manjim od udaljenijeg, događaj se naziva zajedničkim planetarnim tranzitom.
Takvi tranziti uključuju:
- Prijelaz dvaju ili više Jupiterovih mjeseca (obično Galilejanskih) preko Jupiterovog diska[1]
- Dvostruki Venerin i Merkurov tranzit preko Sunca (sljedeći će se dogoditi 26. travnja 69163. godine)[2]
- Pomrčina Sunca i tranzit nekog unutarnjeg planeta (Potpuna pomrčina sunca i Venerin prijelaz istovremeno će se dogoditi 5. travnja 15232.)[2]
- Tranzit Zemlje i Mjeseca preko Sunca - tranziti Zemlje preko Sunca su vidljivi samo kod vanjskih planeta. Posljednji tranzit Zemlje vidljiv s Marsa je bio 11. svibnja 1984., a sljedeći će biti 10. listopada 2084.[3] Tranzit Zemlje i Mjesce preko Sunca vidljiv sa Saturna se zadnji put zbio 14. siječnja 2005., na dan kada je letjelica Huygens sletjela na Titan. Istovremeni prijelaz Venere i Zemlje vidljiv s Marsa dogodit će se 571741.
- 13/14. studenog 2236. g. će se u isti mah dogoditi tranzit Merkura i djelomična pomrčina Mjeseca. To znači da će na Mjesecu biti moguće promatrati tranzit Merkura i pomrčinu Sunca Zemljom[4]